# Katharine Blake (diễn viên)
Katharine Blake (11 tháng 9 năm 1921 - 1 tháng 3 năm 1991) là một nữ diễn viên người Anh gốc Nam Phi, có sự nghiệp khổng lồ trong lĩnh vực truyền hình và phim ảnh. Bà đã kết hôn với đạo diễn Charles Jarrott. Bà có hai bà con gái, mỗi người cha khác nhau, Jenny Kastner (Nee Jacobs), với người chồng đầu tiên, diễn viên Anthony Jacobs (cha của Martin Jameson, Matthew Jacobs và Amanda Jacobs), và Lindy Greene, với người chồng thứ hai, diễn viên / đạo diễn David Greene. Bà bị ghẻ lạnh từ cả hai bà con gái vào lúc qua đời.
Vào năm 1969/1970, bà đóng vai nhân vật Chris Nourse trong một tập đầu tiên của Mắt công chúng và sau đó là Nhà hát Ghế bành; một trong những chuyện tình đồng tính nữ đầu tiên được xem trên truyền hình Anh. [2] Blake đã thay thế Googie Withers làm Thống đốc nhà tù trong sê-ri ITV Inside These Walls năm 1977, nhưng chỉ xuất hiện trong một mùa, để lại vai trò do sức khỏe kém. Katharine Blake là bà cố của ca sĩ người Mỹ Lil Peep. Bà ấy chết rất lâu trước khi anh ấy chào đời và không có mối quan hệ nào với con gái và gia đình của con gái bà ấy. (tham khảo Jenny Kastner, con gái lớn của Katharine Blake)

## Phim tiêu biểu
Trottie True (1949) – Ruby Rubarto (không được ghi nhận)
Assassin for Hire (1951) – Maria Riccardi
The Dark Light (1951) – Linda
Hunted (1952) – Waitress
Saturday Island (1952) – Nurse
Hammer the Toff (1952) – Janet Lord
Now That April's Here (1958) – Hilda Adams (đoạn "The Rejected One")
To Have and to Hold (1963) – Claudia
Anne of the Thousand Days (1969) – Elizabeth Boleyn